# Ryszard Zieliński (1931–2019)
Ryszard Juliusz Zieliński (ur. 22 maja 1931 w Warszawie, zm. 18 lutego 2019 tamże) – polski Sprawiedliwy wśród Narodów Świata.

## Życiorys
Był synem Zbigniewa i Kazimiery Zielińskich. W czasie okupacji niemieckiej jego rodzice ukrywali w swoim mieszkaniu przy ul. Filtrowej w Warszawie, żydowskie małżeństwo Berków (Kazimierza i Paulinę). Rodzina Zielińskich pomagała także córce państwa Berków, Jasi, której dostarczali żywność. Po wybuchu powstania warszawskiego Ryszard Zieliński opuścił Warszawę wraz z ludnością cywilną. Po wojnie rodzina Berków emigrowała z Polski.
26 maja 1999 Ryszard Zieliński oraz jego rodzice Zbigniew i Kazimiera zostali uhonorowani przez Instytut Jad Waszem w Jerozolimie tytułem Sprawiedliwego wśród Narodów Świata. Ryszard Zieliński był także odznaczony Krzyżem Komandorskim Orderu Odrodzenia Polski (2008). Należał również do Polskiego Towarzystwa Sprawiedliwych wśród Narodów Świata.